# Pääkaupunkiseudun Junakalusto

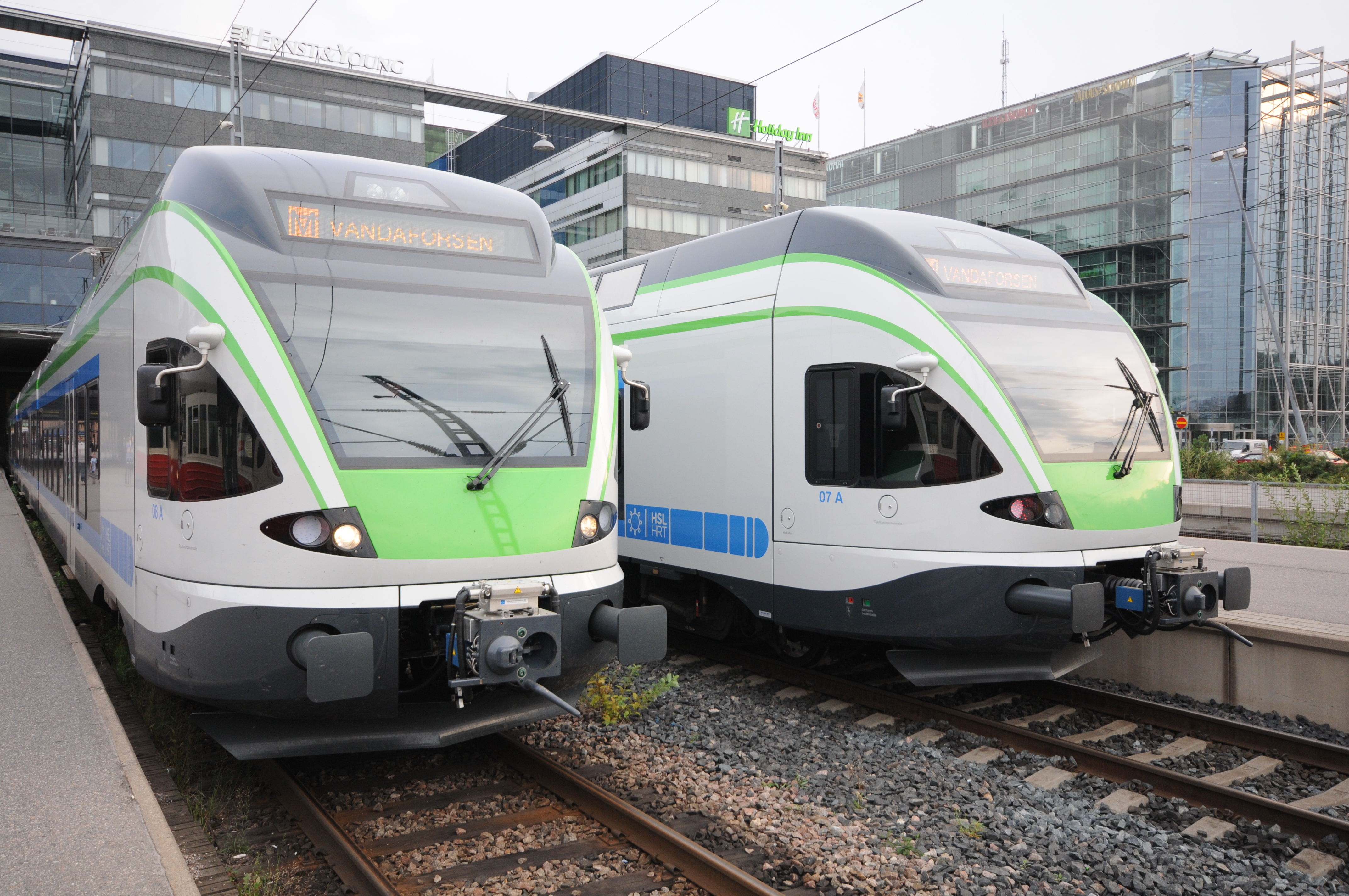
Sm5-Züge am Hauptbahnhof Helsinki

Pääkaupunkiseudun Junakalusto Oy, kurz Junakalusto Oy oder Junakalustoyhtiö (abgekürzt JKOY), wörtliche Übersetzung Zugmaterial der Hauptstadtregion, ist eine finnische Leasinggesellschaft für Schienenfahrzeuge. Sie ist Eigentümerin der Sm5-Züge, die für den Schienennahverkehr in der Region Helsinki eingesetzt werden.
Das Unternehmen wurde 2004 als Aktiengesellschaft mit Sitz in Helsinki gegründet. Die Aktien sind im Besitz der Städte Helsinki (34 %), Vantaa (17 %), Espoo (12 %), Kauniainen (2 %) und der finnischen Staatsbahn VR (35 %).
Die Züge werden an den Aufgabenträger der S-Bahn, den Verkehrsverbund HSL verleast. Dieser gibt sie für den praktischen Betrieb an ein Eisenbahnverkehrsunternehmen weiter.
Die Aufteilung von Anschaffung und Besitz der Züge, Planung des Verkehrssystems und praktischem Betrieb der Züge auf jeweils eigene Organisationen wurde damit begründet, dies schaffe mehr Transparenz bei der Kostenaufteilung. Eine wichtige Rolle spielte auch die zu erwartende Freigabe des Schienenpersonenverkehrs in Finnland für den Wettbewerb. Da die Züge nicht Eigentum des Betreibers sind, wäre es im Falle einer Freigabe für HSL ein Leichtes, den Betreiber zu wechseln.